# August Schwendenwein von Lanauberg

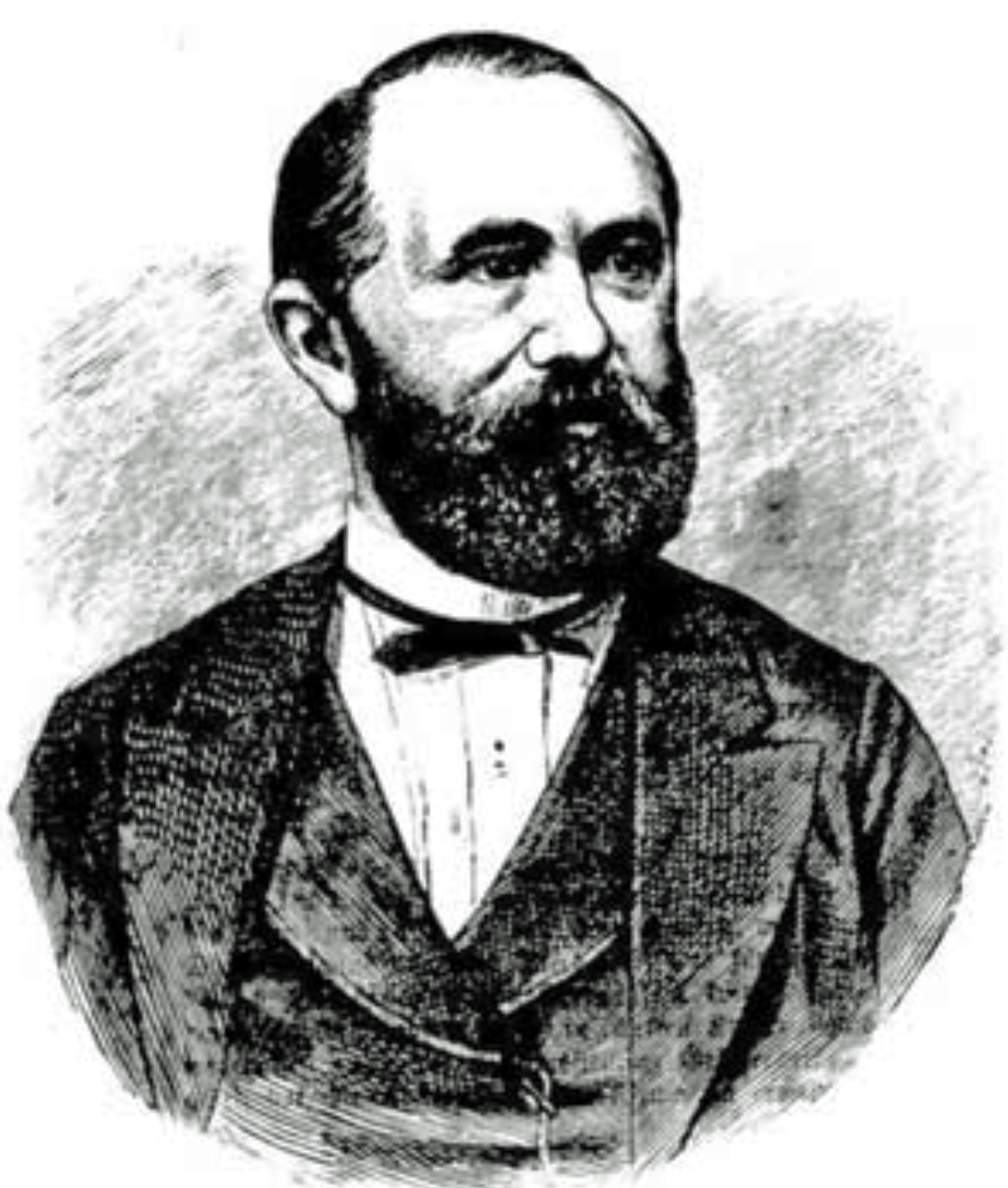
August Schwendenwein von Lanauberg

August Schwendenwein von Lanauberg (* 1. Dezember 1817 in Wien; † 3. November 1885 ebenda) war ein österreichischer Architekt und Erbauer einiger Wiener Palais.

## Leben
August Schwendenwein von Lanauberg studierte zunächst in Wien, später in München. 1837 wurde er mit dem Gundel-Preis ausgezeichnet.
Ab den 1840er Jahren arbeitete er intensiv mit Johann Romano von Ringe zusammen. Zu dieser Zeit spezialisierte sich August Schwendenwein von Lanauberg vor allem auf Schloss- und gehobene Wohnarchitektur. Er wurde am Pötzleinsdorfer Friedhof bestattet. Das Grab ist bereits aufgelassen.
Im Jahr 1894 wurde in Wien-Währing (18. Bezirk) die Schwendenweingasse nach ihm benannt.
Die Wertschätzung die der Kaiser August Schwendenwein für den Bau seines Jagdschlosses Mürzsteg entgegenbrachte, zeigt sich im Adelsprädikat des Architekten: Der Berg, an dessen Abhang das Jagdschloss steht, heißt Lanauberg.

## Wichtige Bauten
Bekannte Bauwerke des Duos Johann Romano von Ringe und August Schwendenwein von Lanauberg sind:
- in Wien
  - 1848 Palais Metternich, für Klemens Wenzel Lothar von Metternich erbaut, heute Italienische Botschaft.
  - 1859 Palais Festetics, in der Berggasse 16 im 9. Wiener Gemeindebezirk für die Grafen von Festetics erbaut.
  - 1864 Palais Schey von Koromla, am Opernring 10 im Auftrag des Bankiers Friedrich Schey von Koromla erbaut.
  - 1866 Palais Dumba, für Nikolaus Dumba, am Parkring 4
  - 1866 Palais Allmayer-Beck, Parkring 2
  - 1868 Palais Ofenheim, für Viktor Ofenheim, am Schwarzenbergplatz, heute Firmensitz von Zürich Versicherung Österreich.
  - 1870 „Nibelungenhof“ an der Adresse Friedrichstraße 8 / Nibelungengasse 1–3 / Makartgasse 1 in Wien
  - 1871 Palais Henckel von Donnersmarck in der Weihburggasse, heute Hotel Almanac Palais Vienna.
- in Ungarn
  - 1847 Schloss Erdődy, in Vép
- in Kärnten
  - 1853 Schloss Wolfsberg
- in Niederösterreich
  - 1844 Schloss Merkenstein, für Joachim Eduard von Münch-Bellinghausen im Tudorstil
  - 1870 Schloss Maissau
- in Tschechien
  - 1855 Große Synagoge in Brünn[3]
- in Steiermark:
  - 1869 kaiserliches Jagdschloss Mürzsteg (später umgebaut)

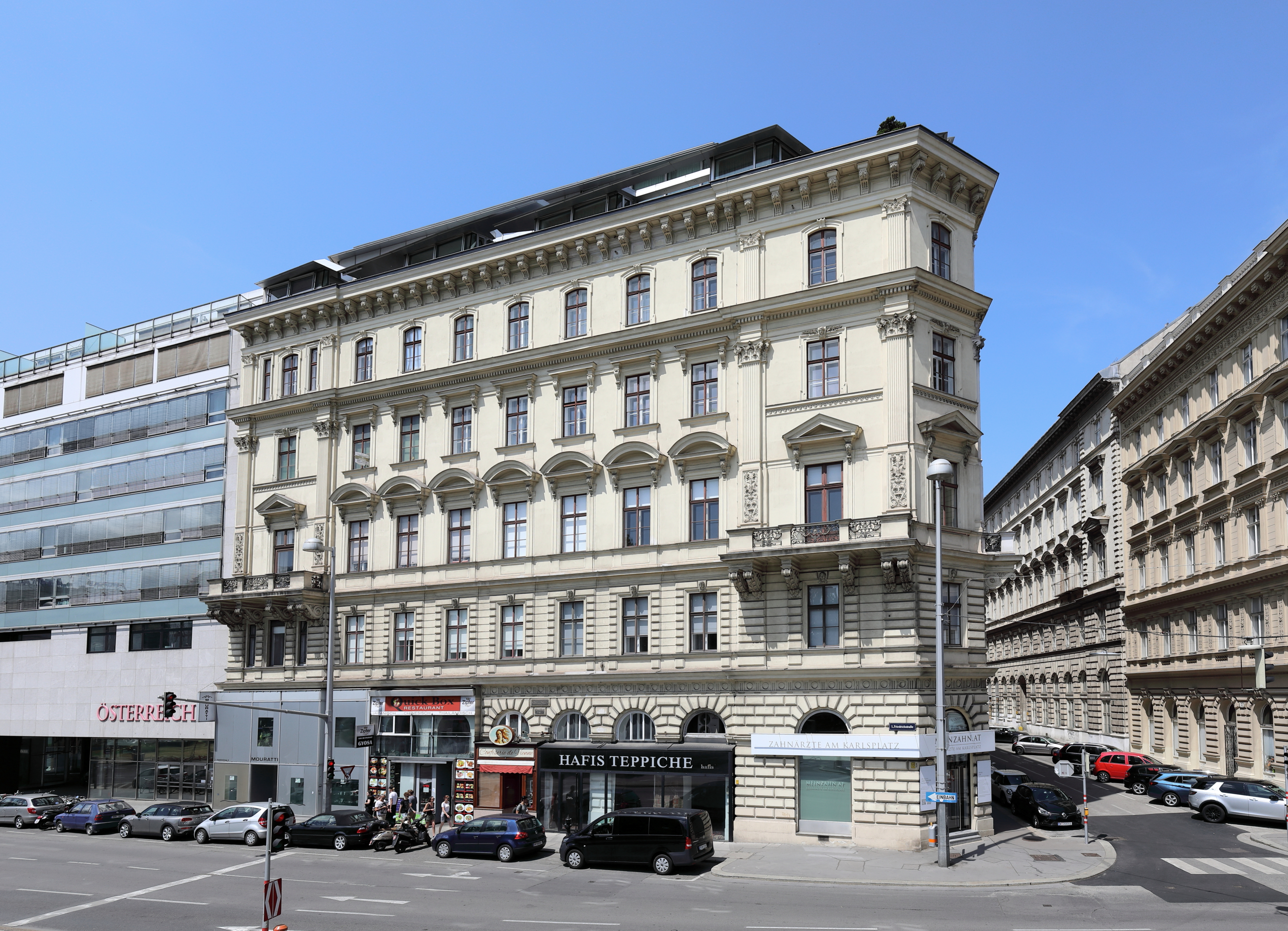
„Nibelungenhof“ in Wien (1870)
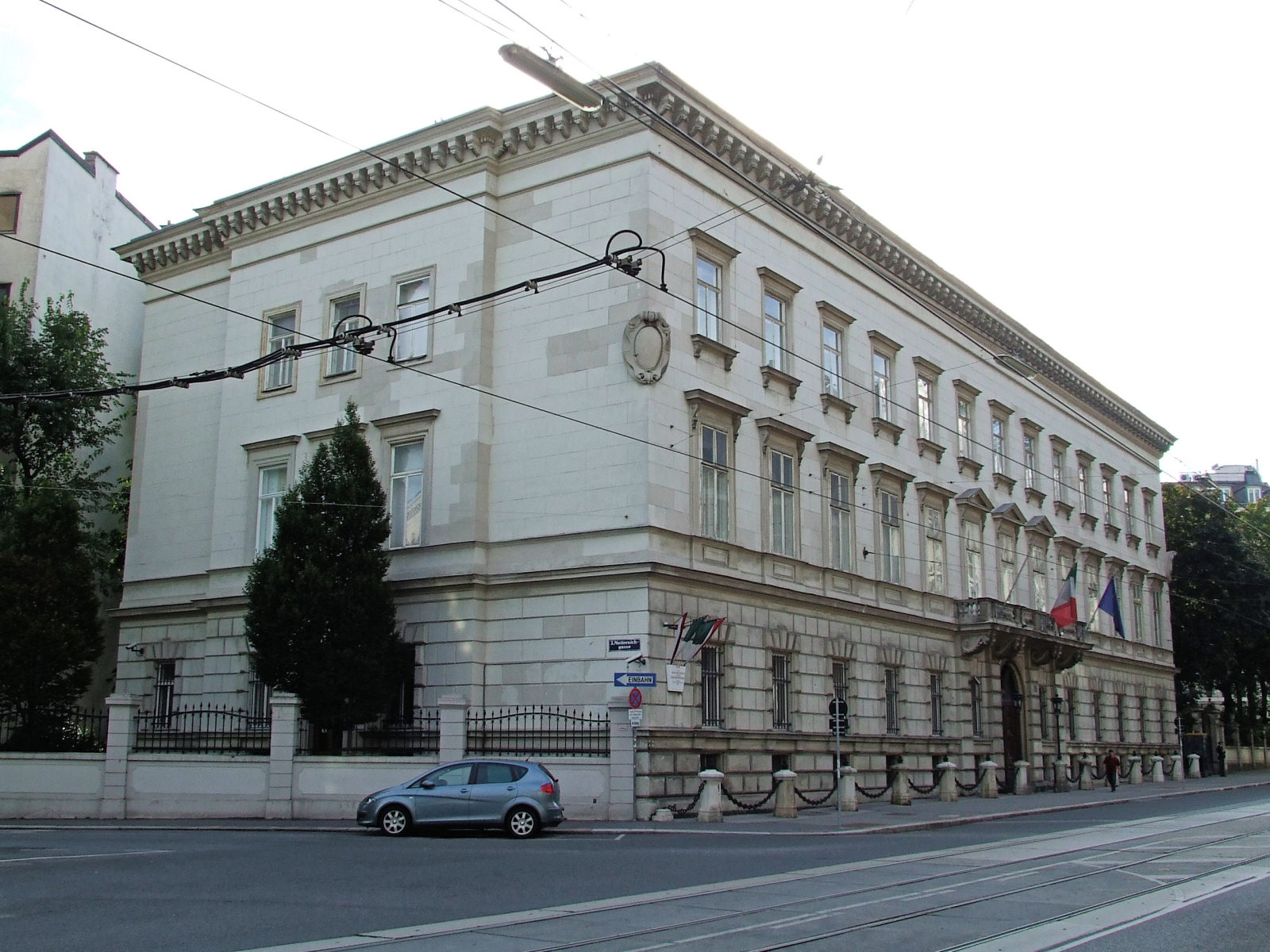
Palais Metternich
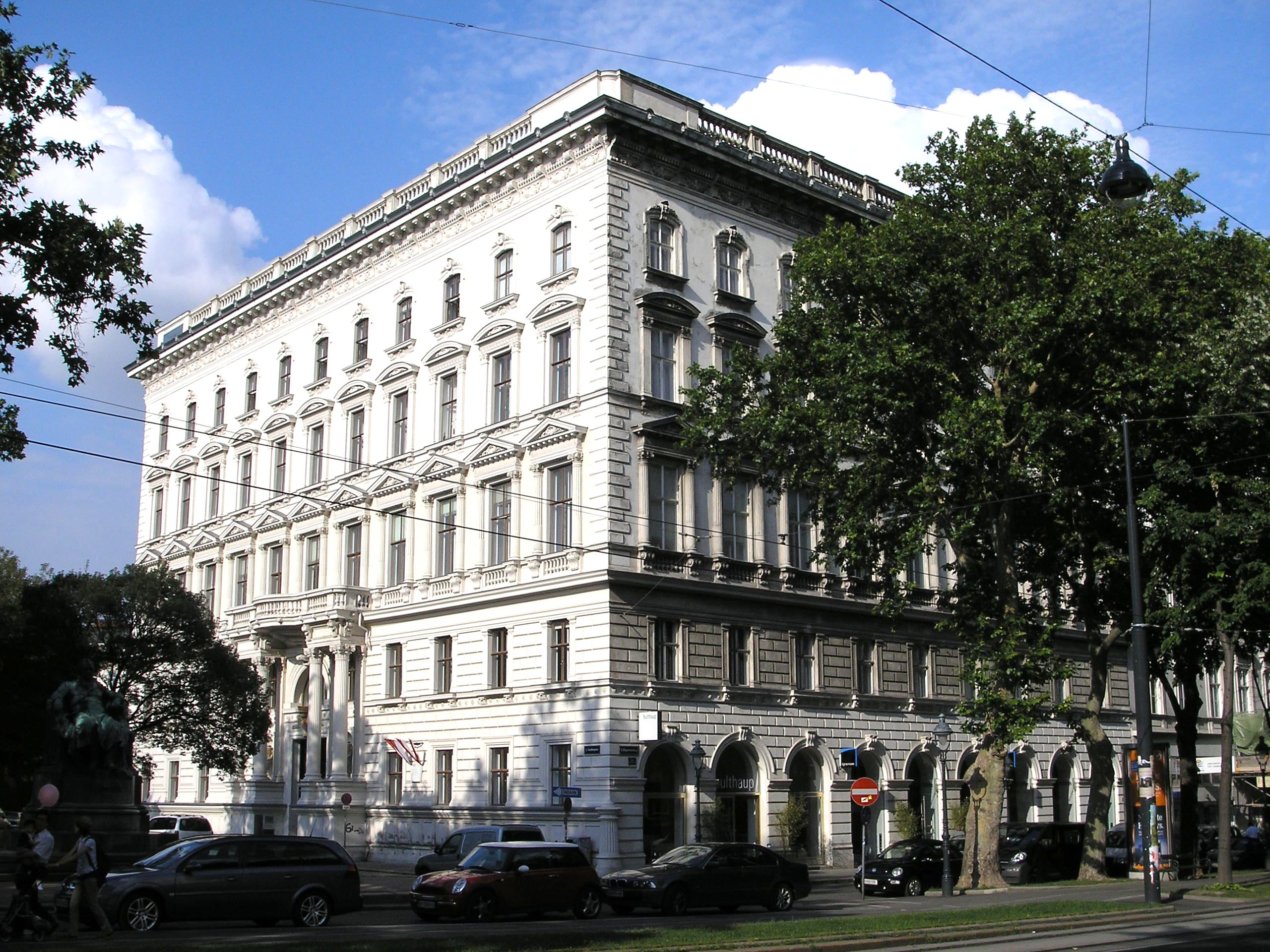
Palais Schey
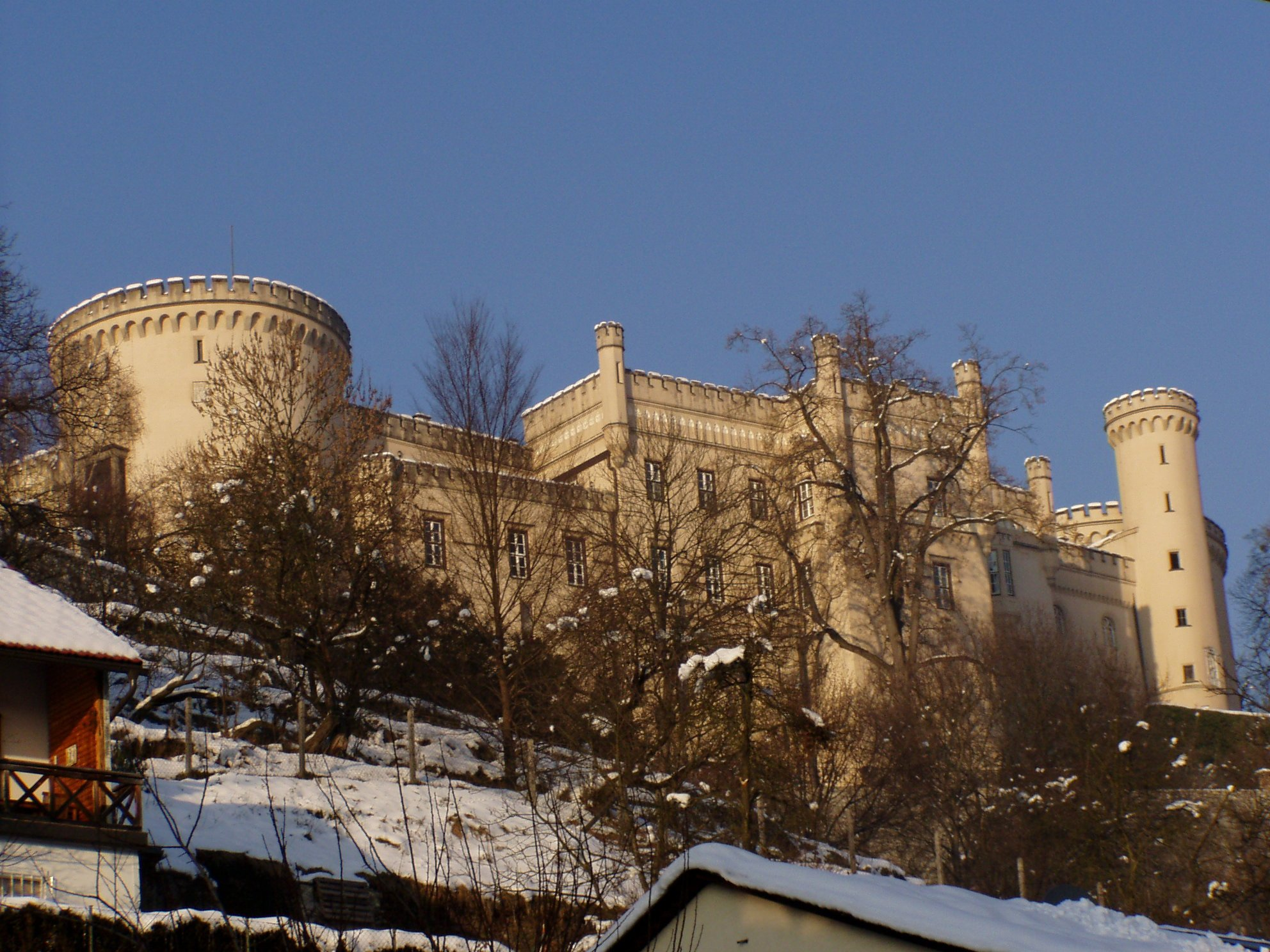
Schloss Wolfsberg
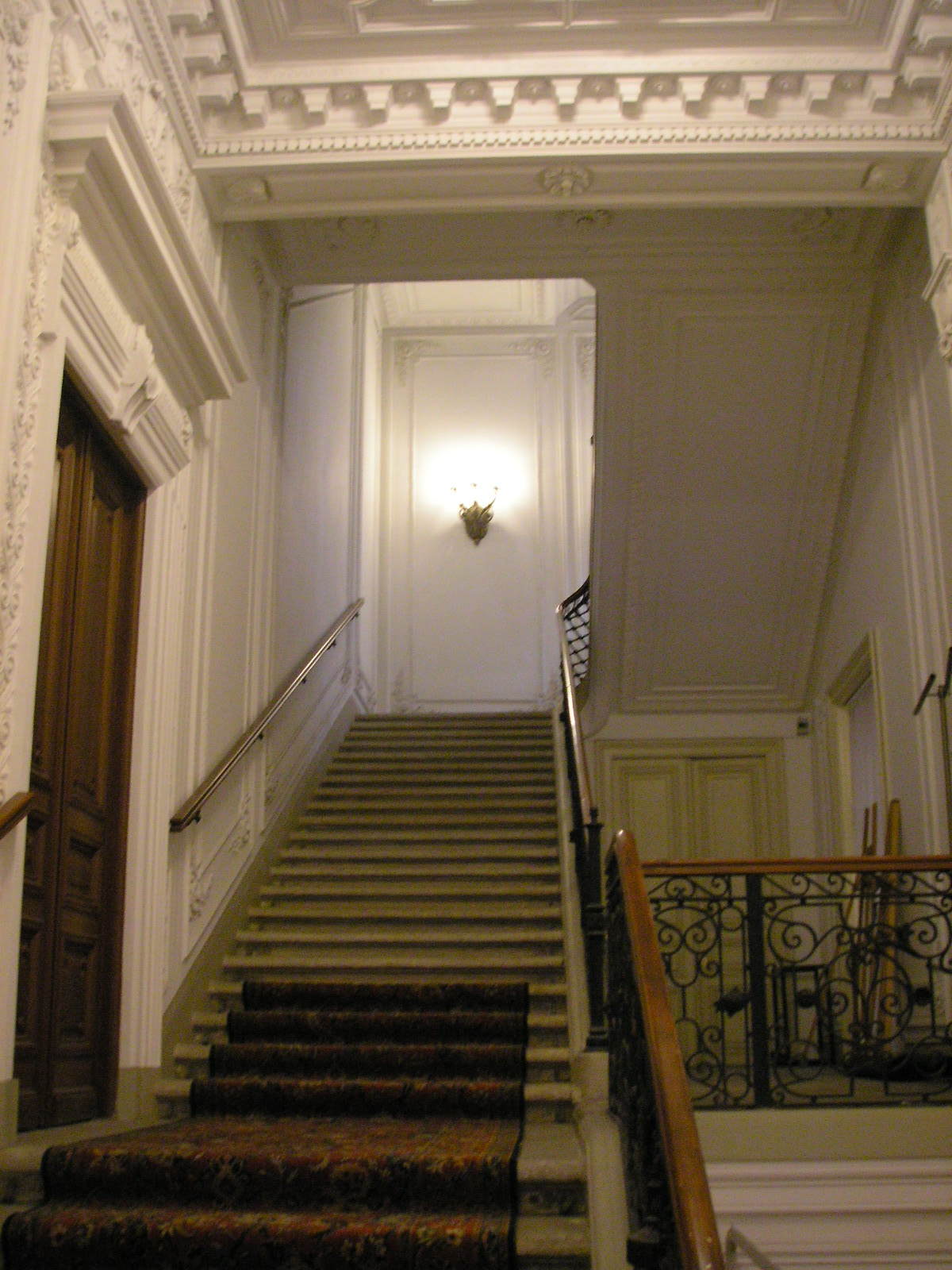
Palais Henckel von Donnersmarck
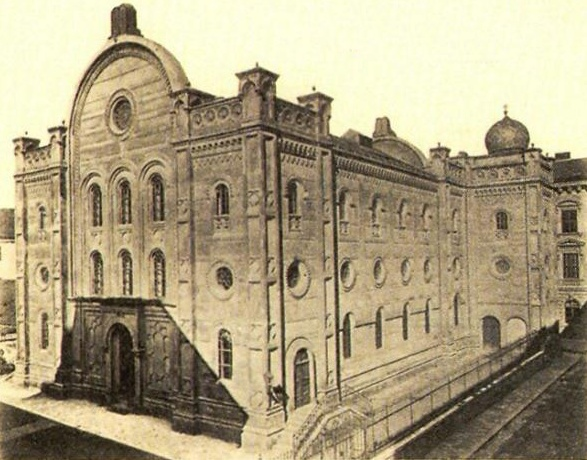
Große Synagoge in Brünn
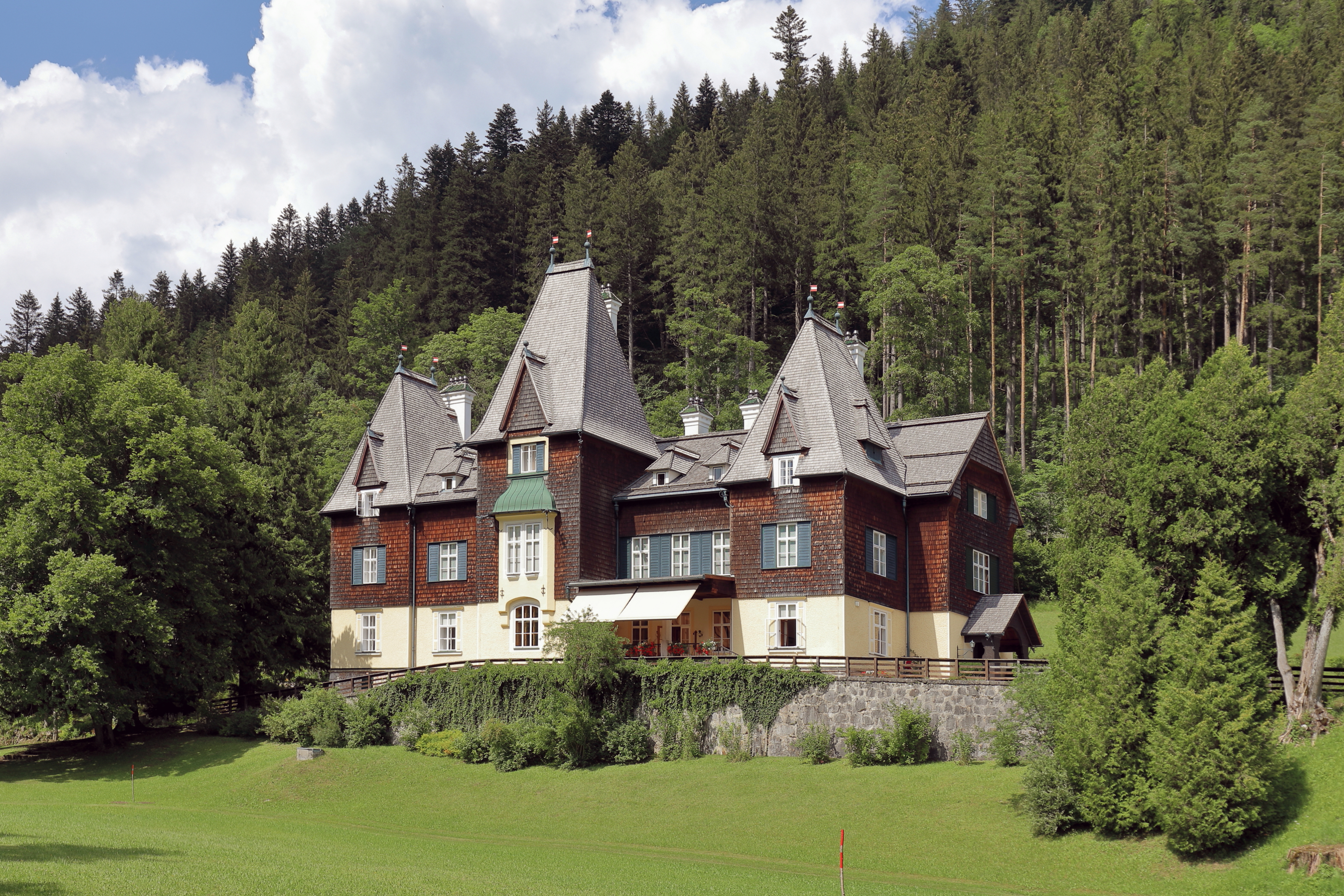
Jagdschloss Mürzsteg
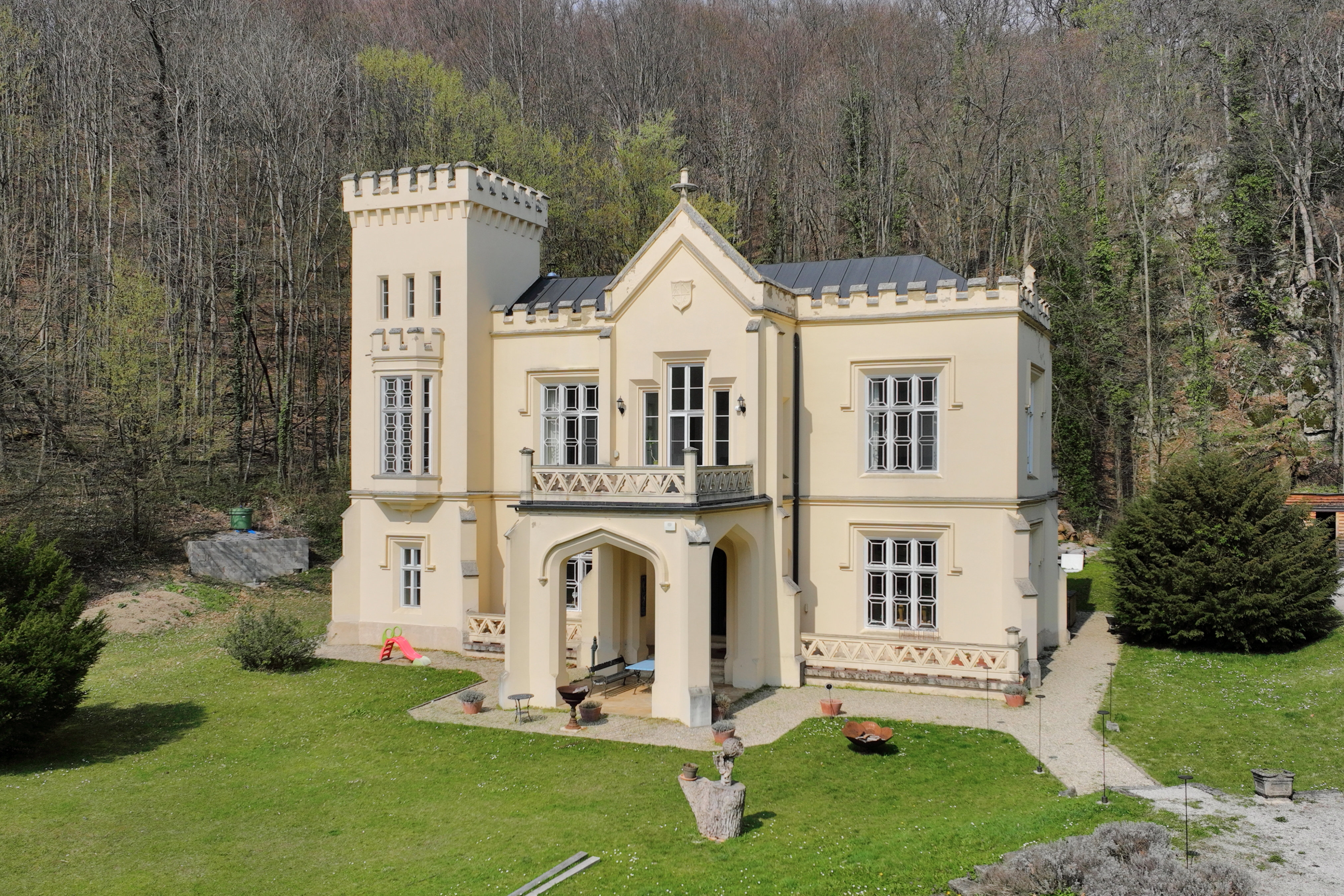
Schloss Merkenstein